# De vrouwen van Stepford
De vrouwen van Stepford is een roman van de Amerikaanse schrijver Ira Levin, deze thriller werd voor het eerst gepubliceerd in 1972. Het verhaal verwoordt de angst voor het feminisme en drijft in zekere zin de spot met die angst.
Het boek werd in Amerika twee keer verfilmd. Eerst als thriller in 1974 en later als komedie in 2004. In 2012 werd in Duitsland nog een verfilming uitgezonden met de naam Sechzehneichen.

## Plot
Joanne Eberhard is een succesvolle fotografe in New York. Ze verhuist met haar man en kinderen naar het rustige dorp Stepford. Het valt haar op dat de vrouwen hier allemaal onderdanige ijverige huisvrouwen zijn. Ze krijgt meer en meer het vermoeden dat de vrouwen die hier komen wonen een voor een worden vervangen door robots.

## Trivia
- De term Stepford wife wordt nog steeds gebruikt om vrouwen mee aan te duiden die hun carrière opgeven voor hun man of gezin.
- Het dorp Stepford is geïnspireerd op het dorp Wilton in Connecticut.